# Wilhelm Boelcke
Wilhelm Boelcke (* 1886 in Buenos Aires, Argentinien; † 1954 in Mainz) war ein deutscher Pilot im Ersten Weltkrieg und Industrieller. Er war der ältere Bruder des berühmten Jagdfliegers Oswald Boelcke.

## Leben

### Zeit in Buenos Aires
Wilhelm Boelcke kam 1886 in Buenos Aires zur Welt. Wie seine Geschwister Luise und Heinrich wurde auch er in Argentinien geboren. Sein Vater, Professor Max Boelcke, war Rektor in der deutschen evangelischen Schule in Buenos Aires. Gegen Ende 1890 kehrte die Familie wieder nach Giebichenstein bei Halle zurück.

### Militärdienst
Wilhelm Boelcke trat in die Armee ein und wurde bereits vor Kriegsausbruch zum Flieger-Beobachter (eine eigenständige Fliegertruppe gab es zu der Zeit in den deutschen Streitkräften noch nicht) ausgebildet. Bei Kriegsausbruch war er Angehöriger der Feldfliegerabteilung 13. Wenige Woche später wurde sein jüngerer Bruder Oswald, als Flugzeugführer ebenfalls zur FFA 13 versetzt. Beide Brüder wurden am 1. September 1914 im französischen Kriegsgebiet eingesetzt. Die Brüder flogen anfangs viele Einsätze gemeinsam (Wilhelm als Beobachter, Oswald als Flugzeugführer), bis es im Frühjahr 1915 zu Streitigkeiten mit den Kameraden kam. Kurz darauf ließen sich die Brüder in jeweils andere Einheiten kommandieren.
Wilhelm Boelcke war im späteren Kriegsverlauf Angehöriger des Kagohl 2 (Kampfgeschwader der Obersten Heeresleitung 2).

### Zeit als Industrieller
1932 war er Mitbegründer der Blendax-Werke in Mainz und 1952 Begründer von Astor Kosmetik, einer Tochtergesellschaft der Blendax-Werke. Bei der Namensgebung ließ er sich von seiner Schwiegermutter, Margaret Astor, inspirieren. Sie entstammte der Astor-Familie.
Wilhelm Boelcke starb an den Folgen eines Autounfalls. 

## Schriften
Deutschlands neue Wehrmacht. Neues Vaterland, Berlin 1919 

## Belege
1. 1 2 3  Horst Decker: autoveteranen.de, Lebenslauf von Oswald Boelcke. Abgerufen am 7. Juli 2018.
2. ↑  Porträt: Helmut Schröder: Verlobung mit Margarete. In: Zeit Online. (zeit.de [abgerufen am 7. Juli 2018]).

| Personendaten    | Personendaten                                         |
| ---------------- | ----------------------------------------------------- |
| NAME             | Boelcke, Wilhelm                                      |
| KURZBESCHREIBUNG | deutscher Pilot im Ersten Weltkrieg und Industrieller |
| GEBURTSDATUM     | 1886                                                  |
| GEBURTSORT       | Buenos Aires, Argentinien                             |
| STERBEDATUM      | 1954                                                  |
| STERBEORT        | Mainz                                                 |